# Грег Лі
Грег Лі (англ. Greg Leigh, нар. 30 вересня 1994, Манчестер) — ямайський футболіст, захисник шотландського клубу «Абердин». Вихованець молодіжної академії «Манчестер Сіті», виступав за англійські клуби «Кру Александра», «Бері», «Бредфорд Сіті» та нідерландський «НАК Бреда». Народився в Англії, але на міжнародному рівні представляє національну збірну Ямайки.

## Клубна кар'єра

### «Манчестер Сіті»
Народився 30 вересня 1994 року в районі Сейл міста Манчестер. Перші кроки у футболі робив у місцевому клубі «Сейл Юнайтед», у 2004 році 9-річний Грег потрапив до академії «Манчестер Сіті». Переходив до «городян» як нападник, але згодом його перевели на позицію лівого захисника, на якій Лі й пройшов усі щаблі юнацьких команд «Манчестера». У сезоні 2012/13 років номінувався на звання найкращого футболіста академії «Манчестер Сіті».
Грег також потрапив до складу футболістів Манчестер Сіті на передсезонне підготовче турне та зіграв у декількох товариських матчах. 12 серпня 2014 року офіційно повідомили, що Лі приєднався до клубу Першої ліги «Кру Александра» в оренду спочатку до січня 2015 року, яку згодом продовжили до завершення сезону 2014/15 років. На професіональному рівні дебютував 12 серпня 2014 року в поєдинку Кубку ліги проти «Барнслі»; Грег вийшов на поле в стартовому складі, а на 62-й хвилині його замінив Джейк Казріє. Дебютним голом у чемпіонаті відзначився 7 березня 2015 року, відкривши рахунок у переможному (2:0) поєдинку проти «Сканторп Юнайтед». Самей цей м'яч визнано найкращим голом сезоу в «Кру Александра» за підсумками голосування вболівальників.
По завершенні орендного договору з «Кру Александра», за який Лі зіграв загалом 42 поєдинки, захисник отримав від «Манчестер Сіті» статус вільного агента. Після цього головний тренер «Кру» Стів Девіс намагався підписати повноцінний контракт з Грегом, але гравець відмовився від цієї пропозиції.
Під час перебування в «Манчестер Сіті», незважаючи на відсутність можливостей грати за першу команду, Лі відображав свій час у клубі, прогресуючи через нову власність та розвиток клубу.

### «Бредфорд Сіті»
Після того, як спроби «Кру Александра» підписати нападника зазнали невдачі, Лі вирушив на перегляд у «Бредфорд Сіті». Після успішного перегляду, 6 серпня 2015 року підписав з клубом 1-річну угоду.
Лі намагався боротися за своє перше командне місце, але провів більшу частину сезону як на лаві запасних, не виходячи на футбольне поле. Але згодом отримав шанс проявити себе, оскілький його одноклубник Джеймс Мередіт отримав виклик до збірної, тому Грег зіграв 13 жовтня 2015 року в програному (2:2) поєдинку другого раунду проти «Барнслі». Після цього знову залишався на лаві запасних, а 14 листопада 2015 року дебютував за команду в чемпіонаті проти свого колишнього клубу, «Кру Александра», (через відсутність Мередіта) й допоміг «Бредфорд Сіті» здобути перемогу з рахунком 2:0. П'ять днів по тому відзначився дебютним голом за «Бредфорд», в повторному матчі першого раунду кубку Англії проти «Олдершот Таун». Три дні по тому, 21 листопада 2015 року Лі відзначився дебютним голом і в чемпіонаті, у переможному (2:0) поєдинку проти «Сканторп Юнайтед». Після повернення Мердеріта до першої команди, Лі знову втратив своє місце в першій команді, і через це, провів лише шість матчів чемпіонату у клубі.

### «Бері»
Незважаючи на те, що «Бредфорд Сіті» запропонував новий контракт, Лі вирішив переїхати до «Бері» й 1 липня 2016 року підписав дворічний контракт і приєднавшись до свого одноклубника Бена Вільямса Напередодні початку нового сезону отримав футболку з 3-ім ігровим номером.
Дебютував за «Бері» у переможному (2:0) поєдинку першого туру чемпіонату проти «Чарльтон Атлетік», в якому відіграв усі 90 хвилині на позиції лівого захисника. З моенту дебюту закріпився в стартовому складі команді на позиції лівого захисника. Грав за схемою 5-3-2 під керівництвом Лі Кларка. З моменту переходу в клуб розпочинав усі поєдинки в стартовому складі, доки 22 листопада 2016 року в програному (0:1) матчі проти «Шеффілд Юнайтед» не отримав другу жовту картку за друге поспіль блокування суперника. 10 грудня 2016 року, відсидівши 1-матчеву дискваліфікацію, повернувся до стартового складу команди в програному (2:4) поєдинку проти «Бристоль Роверз». 17 жовтня 2016 року в програному (2:3) поєдинку проти «Оксфорд Юнайтед» відзначився автоголом. Лише 14 березня 2017 року Грег відзначився першим голом за клуб, оформивши дубль (у тому числ й з пенальті) в переможному (3:0) поєдинку проти «Бристоль Роверс». За підсумками сезону 2016/17 років, в якому зіграв 51 матч та відзначився одним голом у всіх змаганнях, був визнаний вболівальниками «Бері» розчаруванням року.
На початку сезону 2017/18 років Лі продовжував залишатися гравцем стартової одинадцятки, повернувши собі місце на позиції лівого захисника. 19 серпня 2017 року в програному (2:3) поєдинку проти «Бристол Роверз» відзначився результативною передачею на Нікі Айозе (другий гол «Бері» в поєдинку). Незважаючи на погані результати клубу, через які звільнили Кларка, Лі й надалі залишився провідним гравцем команди. 8 листопада 2017 року відзначився дебютним в сезоні голом у переможному (3:1) поєдинку проти «Сток Сіті U-23». 21 листопада 2017 року знову відзначився голом, цього разу в переможному (1:0) матчі проти «Шрусбері Таун». Однак, незважаючи на травму, Грег повернувся до основного складі, оскільки за підсумками сезону «Бері» посів 24-те місце в Першій лізі та понизився в класі.
Наприкінці сезону 2017/18 років «Бері» запропонував Лі новий контаркт, але гравець відхилив пропозицію.

### «НАК Бреда»
У червні 2018 року вперше виїхав за кордон, де уклав 3-річний контракт з представником нідерландської Ередивізі клубом «НАК Бреда». 31 березня 2019 року відзначився дебютним голом за нову команду. Грег встановив остаточний рахунок у поєдинку проти «ВВВ-Венло». За підсумками сезону «НАК Бреда» фінішував останнім у чемпіонаті, й, таким чином, вилетів до Еерстедивізі

### «Абердин»
У червні 2019 року орендований «Абердином» з Прем'єршипу Шотландії. У жовтні 2020 року, домовившись про розірвання контракту з «НАК Бреда», підписав повноцінний короткостроковий контракт з «Абердином».

## Виступи за збірні
Грег лі на міжнародному рівні мав право представляти Англію або Ямайку.
17 січня 2013 року отримав перший виклик до юнацької збірної Англії (U-19). Тиждень по тому, 5 лютого 2013 року, відіграв усі 90 хвилин у переможному (3:1) поєдинку проти юнацької збірної Данії (U-19). Загалом на юнацькому рівні взяв участь у 4 поєдинках.
14 листопада 2020 року дебютував у складі національної збірної Ямайки в програному (0:3) товариському поєдинку проти Саудівської Аравії.

## Статистика виступів

### Клубна
Станом на 6 December 2020
| Клуб                      | Сезон             | Ліга                 | Ліга  | Ліга | Кубок Англії | Кубок Англії | Кубок Ліги | Кубок Ліги | Інші  | Інші | Загалом | Загалом |
| Клуб                      | Сезон             | Дивізіон             | Матчі | Голи | Матчі        | Голи         | Матчі      | Голи       | Матчі | Голи | Матчі   | Голи    |
| ------------------------- | ----------------- | -------------------- | ----- | ---- | ------------ | ------------ | ---------- | ---------- | ----- | ---- | ------- | ------- |
| «Манчестер Сіті»          | 2014–15           | Прем'єр-ліга Англії  | 0     | 0    | 0            | 0            | 0          | 0          | 0     | 0    | 0       | 0       |
| «Кру Александра» (оренда) | 2014–15           | Перша ліга           | 38    | 1    | 2            | 0            | 2          | 0          | 0     | 0    | 42      | 1       |
| «Бредфорд Сіті»           | 2015–16           | Перша ліга           | 6     | 1    | 2            | 1            | 0          | 0          | 1     | 0    | 9       | 2       |
| «Бері»                    | 2016–17           | Перша ліга           | 45    | 1    | 2            | 0            | 1          | 0          | 3     | 0    | 51      | 1       |
| «Бері»                    | 2017–18           | Перша ліга           | 41    | 1    | 2            | 0            | 1          | 0          | 5     | 1    | 49      | 2       |
| «Бері»                    | Загалом           | Загалом              | 86    | 2    | 4            | 0            | 2          | 0          | 8     | 1    | 100     | 3       |
| «НАК Бреда»               | 2018–19           | Ередивізі            | 16    | 1    | 0            | 0            | 0          | 0          | 0     | 0    | 16      | 1       |
| «НАК Бреда»               | 2019–20           | Еерстедивізі         | 0     | 0    | 0            | 0            | 0          | 0          | 0     | 0    | 0       | 0       |
| «НАК Бреда»               | Загалом           | Загалом              | 16    | 1    | 0            | 0            | 0          | 0          | 0     | 0    | 16      | 1       |
| «Абердин» (оренда)        | 2019–20           | Прем'єршип Шотландії | 18    | 1    | 1            | 0            | 2          | 0          | 3     | 1    | 24      | 2       |
| «Абердин»                 | 2020–21           | Прем'єршип Шотландії | 4     | 0    | 0            | 0            | 1          | 0          | 0     | 0    | 5       | 0       |
| Усього за кар'єру         | Усього за кар'єру | Усього за кар'єру    | 168   | 6    | 9            | 1            | 7          | 0          | 12    | 2    | 196     | 9       |

1. ↑  Матчі в Трофеї Футбольної ліги
2. 1 2  Матчі в Трофеї Футбольної ліги
3. ↑  Матчі в Лізі Європи УЄФА